# Kryštof z Gendorfu
Kryštof Gendorf z Gendorfu (5. srpna 1497, Greifenburg v západních Korutanech – 6. srpna 1563) byl horní podnikatel, rádce krále Ferdinanda, znalec hornictví a hutnictví, autor reformy mincovnictví a zakladatel města Vrchlabí.

## Život
Narodil se buď ve vesnici Gegendorf (také zkracována na Gendorf) pod hradem Greifenburgem, nebo možná přímo na hradě. Byl jedním z pěti dětí Hanse Kostela († 1529), důlního odborníka ze západních Korutan; měl bratry Hanse, Hieronyma a Ludwiga a sestru Katharinu. Rodina po roce 1518 konvertovala k luteránství. Kryštof dostal klasické humanistické vzdělání, ovládal latinu. Okolo roku 1520 přišel jako třiadvacetiletý do Čech. Roku 1520 vstoupil do služeb České královské komory. V letech 1521–1523 získal od krále Ludvíka Jagellonského právo dobývat rudy na pozemcích Giessdorfu, což je název pro nynější Vrchlabí. Po smrti panovníka se stal poradcem nového krále Ferdinanda Habsburského ve věcech horních a mincovních. Roku 1528 jeho jménem převzal správu jáchymovské mincovny od Šliků. Roku 1532 byl pověřen vizitací a inspekci kutnohorské mincovny a rožmberských mincoven v jižních Čechách s cílem objasnit a zastavit jejich úpadek. Svá zjištění souhrnně zpracoval až roku 1556 formou návrhu mincovní reformy, která byla provedena a svědčí o Gendorfově znalectví v oborech hornictví i hutnictví.
Majestátem Ferdinanda I. získal český inkolát a byl povýšen do stavu rytířů. Účinně Ferdinandovi I. pomáhal také během Šmalkaldské války: ač protestant, velel katolickému vojsku a obsadil kurfiřtovi Janu Fridrichu Saskému jeho hornické město Horní Blatnou. V letech 1545–1546 byl horním hejtmanem v Jáchymově.
Roku 1533 koupil od Jana Tetaura z Tetova vrchlabské panství. Založil tam železárnu, v té době největší v zemi. Díky němu začal slibný rozvoj tohoto hutnického města, který přerušily tzv. vrchlabské války, které vedl se sousedními Valdštejny. Vrchlabí však bylo díky němu povýšeno na město, ve kterém dal postavit zámek. Ve druhém patře se v Rytířském sále dochovala kachlová kamna s Gendorfovým znakem, letopočtem 1545 a pestrobarevně glazovanými reliéfními kachly. Získal také další panství s rudnými pozemky, hlavně Žacléř. Kromě toho úspěšně obchodoval s vitriolem ze své varny v Kutné Hoře a s kamencem.

## Rodina
Oženil se lužickosrbskou šlechtičnou Margaretou ze Zendalitz, s níž měl devět dětí: jediného v dětství zemřelého syna a osm dcer, které všechny výhodně provdal za majitele panství.
Kryštof z Gendorfu zemřel ve vrchlabském zámku po dvouleté vážné nemoci a bez mužských dědiců 6. srpna 1563. Byl pohřben do krypty v nové kapli kostela ve Vrchlabí. Z jeho zničeného náhrobku se dochovaly reliéfy Spravedlnosti a vzkříšeného Krista.

## Erb
Užíval čtvrcený erbovní štít, v 1. a 4. červeném poli byla stříbrná rohatá ovce ve skoku doprava, ve 2. a 3. modrém poli měl dvě od sebe odvrácené hlavy gryfů s dlouhými krky a vyplazenými jazyky, v klenotu dvě korunované přilby s vyrůstající ovcí (heraldicky vpravo) a gryfem s pavími křídly (vlevo).

## Odraz v literatuře
- Podle Václava Křístka byl „Krkonošským Permonem“.
- V lidové pověsti, zapsané Marií Kubátovou ztělesnil Krakonoše.[2]